# Mental Jewelry
Mental Jewelry es el álbum debut de la banda de rock Live, originaria de York, Pennsylvania. Varias de las canciones del álbum están basadas en las escrituras de filósofo indio Jiddu Krishnamurti.

## Lista de canciones
1. "Pain Lies on the Riverside" – 5:11
2. "Operation Spirit (The Tyranny of Tradition)" – 3:18
3. "The Beauty of Gray" – 4:14
4. "Brothers Unaware" – 4:45
5. "Tired of "Me"" – 3:26
6. "Mirror Song" – 3:38
7. "Waterboy" – 3:07
8. "Take My Anthem" – 4:37
9. "You Are the World" – 4:23
10. "Good Pain" – 5:39
11. "Mother Earth Is a Vicious Crowd" – 4:10
12. CT "10,000 Years (Peace Is Now)" – 5:08

## Outtakes y B-Sides
- "Born Branded" – 6:36
- "Heaven Wore a Shirt" – 3:38
- "Negation" – 3:42

## Charts
Álbum
| Año  | Chart             | Peak |
| ---- | ----------------- | ---- |
| 1992 | The Billboard 200 | 73   |
| 1992 | Heatseekers       | 7    |

Sencillos
| Año  | Sencillo                                      | Lista                        | Posición más alta |
| ---- | --------------------------------------------- | ---------------------------- | ----------------- |
| 1992 | "Operation Spirit (The Tyranny of Tradition)" | Billboard Modern Rock Tracks | 9                 |
| 1992 | "Pain Lies on the Riverside"                  | Billboard Modern Rock Tracks | 24                |

- Datos: Q951141